# Station Attymon
Station Attymon is een treinstation in Attymon in het Ierse graafschap Galway. Het ligt aan de lijn van Galway naar Dublin. Via Athenry is er een verbinding met Limerick. 

## Verbindingen
In de dienstregeling van Iarnród Éireann voor 2015 heeft Attymon verbindingen met Galway en met Dublin. Het station wordt maar door enkele treinen aangedaan. Naar Galway gaan 's ochtends twee treinen, naar Dublin vertrekken drie treinen per dag.